# Wereldkampioenschappen schaatsen afstanden 2024 - 5000 meter vrouwen
De 5000 meter vrouwen op de wereldkampioenschappen schaatsen afstanden 2024 werd gereden op zondag 18 februari 2024 in de Olympic Oval in Calgary, Canada.
Titelverdedigster was Irene Schouten.

## Uitslag
| #      | Schaatser             | Land      | Tijd       | Verschil | Rit |
| ------ | --------------------- | --------- | ---------- | -------- | --- |
| Goud   | Joy Beune             | Nederland | 6.47,72    | -        | 5 I |
| Zilver | Irene Schouten        | Nederland | 6.48,98    | + 1,26   | 4 I |
| Brons  | Martina Sáblíková     | Tsjechië  | 6.51,88    | + 4,16   | 4 O |
| 4      | Ragne Wiklund         | Noorwegen | 6.52,46    | + 4,74   | 5 O |
| 5      | Isabelle Weidemann    | Canada    | 6.55,47    | + 7,75   | 1 O |
| 6      | Valérie Maltais       | Canada    | 7.02,61    | + 14,89  | 6 I |
| 7      | Yang Binyu            | China     | 7.03,74 PR | + 16,02  | 6 O |
| 8      | Laura Lorenzato       | Italië    | 7.04,53 PR | + 16,81  | 2 I |
| 9      | Momoka Horikawa       | Japan     | 7.04,57    | + 16,85  | 1 I |
| 10     | Jin Wenjing           | China     | 7.08,75 PR | + 21,03  | 3 I |
| 11     | Sofie Karoline Haugen | Noorwegen | 7.16,71    | + 28,99  | 2 O |
| 12     | Josie Hofmann         | Duitsland | 7.16,80 PR | + 29,08  | 3 O |

## IJs- en klimaatcondities
|                  | Start  | Eind   |
| ---------------- | ------ | ------ |
| Tijd             | 12:00  | 12:50  |
| Luchttemperatuur | 17,0°C | 17,0°C |
| IJstemperatuur   | -8,3°C | -8,3°C |
| Luchtvochtigheid | 28,0%  | 28,0%  |

1996 · 
1997 · 
1998 · 
1999 · 
2000 · 
2001 · 
2003 · 
2004 · 
2005 · 
2007 · 
2008 · 
2009 · 
2011 · 
2012 · 
2013 · 
2015 · 
2016 · 
2017 · 
2019 · 
2020 · 
2021 · 
2023 · 
2024 · 
2025